# Пижмовые блины
Пижмовые блины (англ. tansy cakes) — традиционное пасхальное блюдо средневековой английской кухни. Его название произошло от растения пижма (лат. Tanacetum vulgare, англ. tansy), которое добавляли в тесто, в результате чего выпечка приобретала характерный привкус. В 1767 году журнал Connoisseur писал, что «Мясной пирог … столь же необходим к Рождеству, как пижмовые блины к Пасхе».

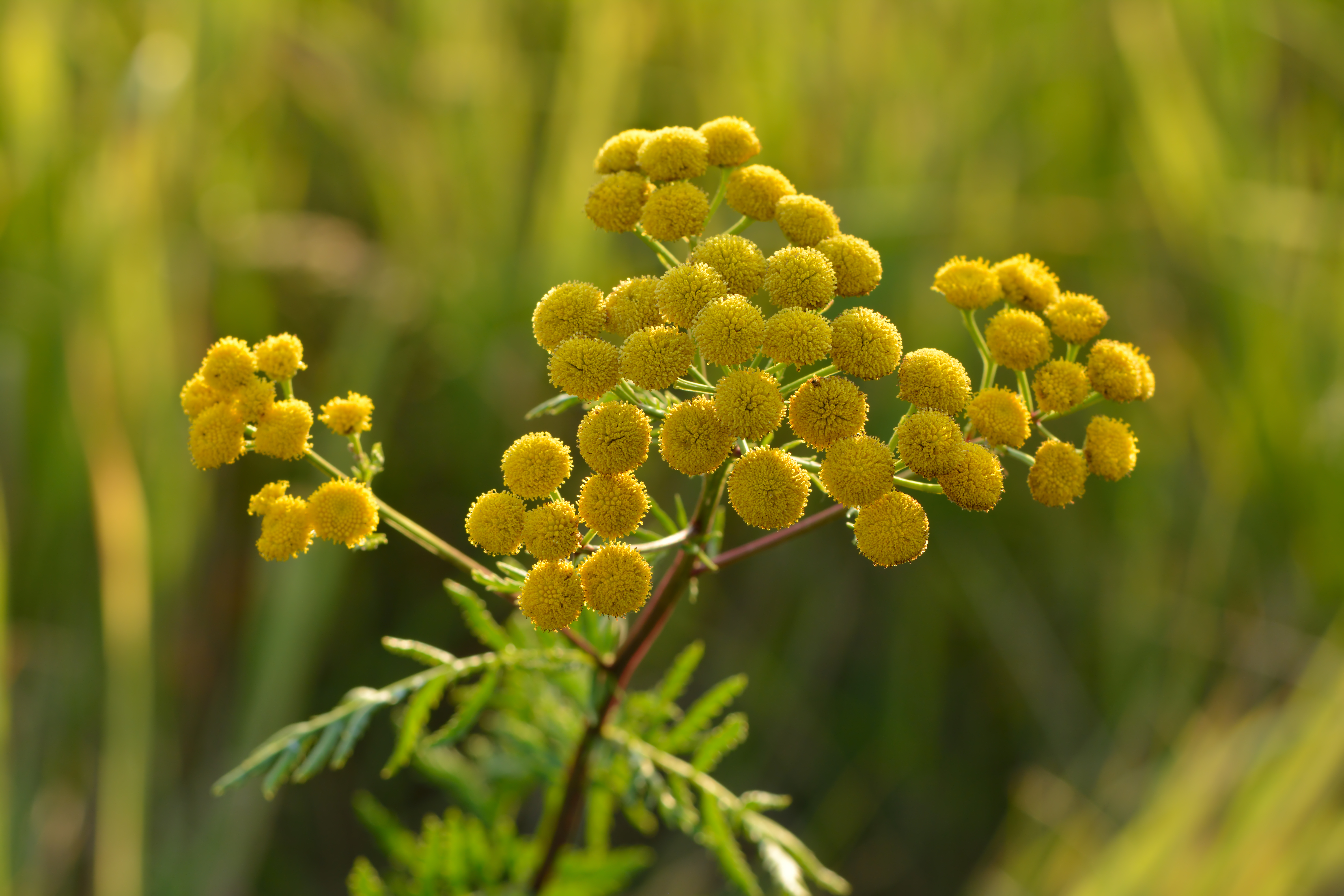
Сок пижмы обыкновенной в средневековой Англии добавляли в блины

Обычно блюдо с виду представляло собой что-то среднее между блином и омлетом. Самый простой вариант рецепта — это выпечка теста с соком зелёной пижмы. В более поздних рецептах, таких как «Справочник хорошей хозяйки» XVI века, в яичное тесто, которое жарили как блины, было добавлено больше ингредиентов, таких как петрушка, пиретрум и фиалка, со слегка зелёным оттенком из-за добавления пижмы и других трав. Пижмовым блинам также можно было придать зелёный цвет, добавив шпинатный сок. Рецепт из издания The Compleat Housewife (1727) добавлял в тесто белое креплёное вино и подслащивал жареные блины крыжовником и сахарной пудрой.
Выпечка и вино были обычным явлением в пасхальных традициях. Некоторые авторы XIX века считали, что традиция есть блины или кексы из пижмы, которые имели сладкий и горький вкус, была связана с еврейскими традициями поедания печенья, кексов, сделанных из горьких трав. Иногда пижмовые блины были больше похожи на пудинг, чем на кексы или блины, как, например, рецепт XVIII века Ханны Гласс в книге «Искусство кулинарии, изложенное просто и легко» (The Art of Cookery Made Plain and Easy). Это сложное блюдо с неаполитанским печеньем, маслом, сливками, бланшированным миндалём, яйцами, тёртым хлебом и розовой водой, водой цветков апельсина и другими специями и сладостями.
Элизабет Гаскелл, «Леди Ледлоу»:

«Далее в аптеке мы учились приготовлять всевозможные печения и кушанья, сообразные с временем года. Так мы делали суп с изюмом и пирог с крошеною говядиной на Рождество, преженцы и оладьи на масленицу, пшонную кашу в родительское воскресенье, фиалковые кексы на страстной неделе, пижмовый пудинг в светлое воскресенье…»
Также считается, что появление пижмы на средневековом пасхальном столе имело определённый смысл. Во время Великого поста христиане придерживались долгой скучной диеты из чечевицы и сушёной рыбы. Пижма, как утверждалось в одном из первых рецептов, «полезна для желудка, излечивая метеоризм, вызванный употреблением в пищу бобов и рыбы во время поста».
К началу XX века пижмовые блины уже считались старомодными и практически исчезли с пасхального стола.

## В кинематографе
- Пижмовые блины с мятным кремом упоминаются в фильме «История рыцаря» (2001) о средневековой Англии с Хитом Леджером в главной роли[7].